# Pointu (embarcation)
Pour les articles homonymes, voir Pointu.
Un pointu est une famille de barque de pêche traditionnelle emblématique de la Provence méditerranéenne (en particulier du Var et des Alpes-Maritimes). Variante des mourre de pouar, bette, barquette marseillaise, et barque catalane..., elles sont propulsées par aviron, voile latine, et moteurs Baudouin.

## Description et origine
D'après le musée des Civilisations de l'Europe et de la Méditerranée de Marseille, les origines de ce type de barque de pêche propulsée par voile-aviron remontent à l'antiquité (avec une  forme de coque pointue dérivée des premières pirogues Néolithique de la préhistoire). 

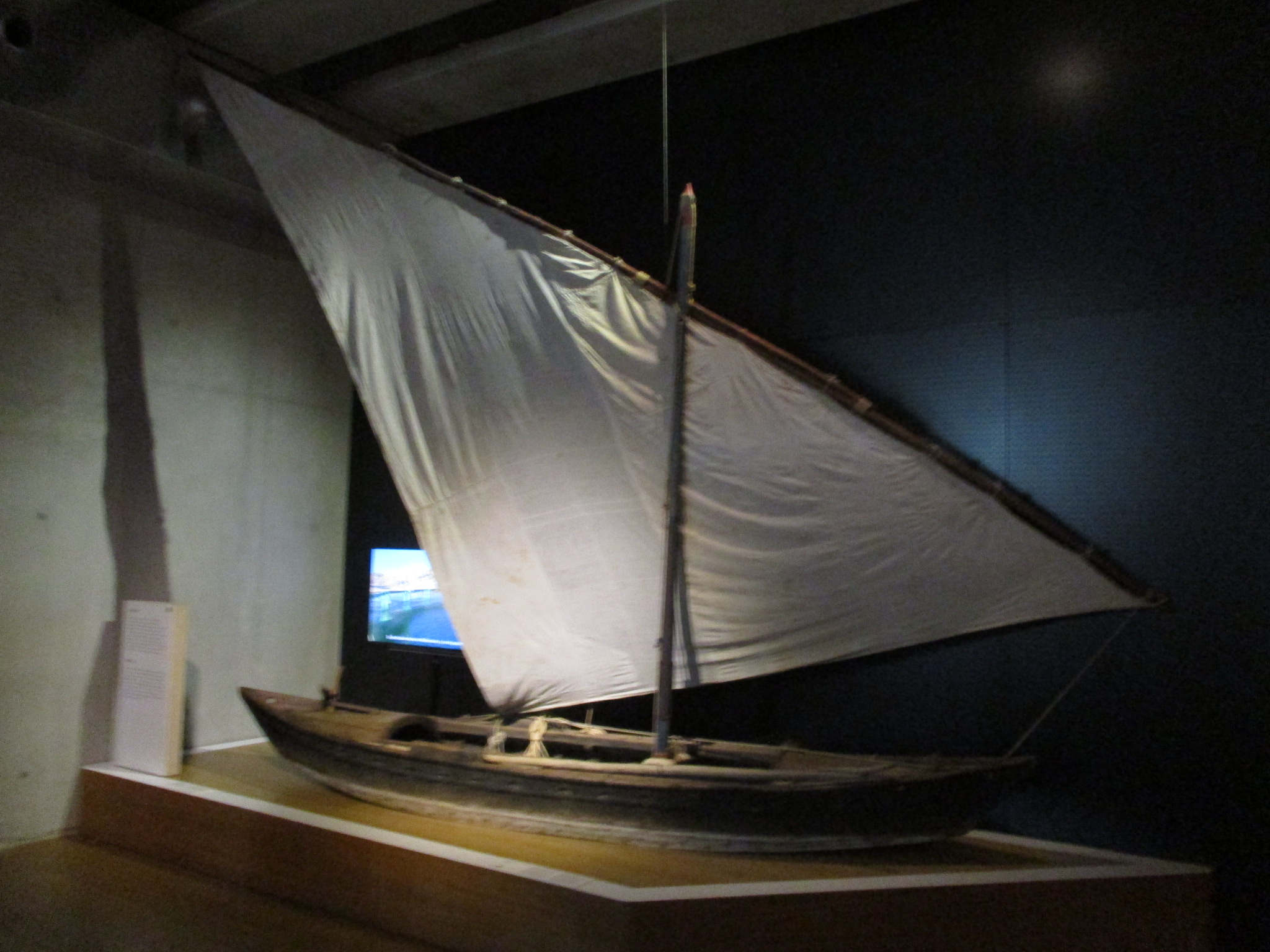
Barque pointue antique à voile latine, du musée des civilisations de l'Europe et de la Méditerranée
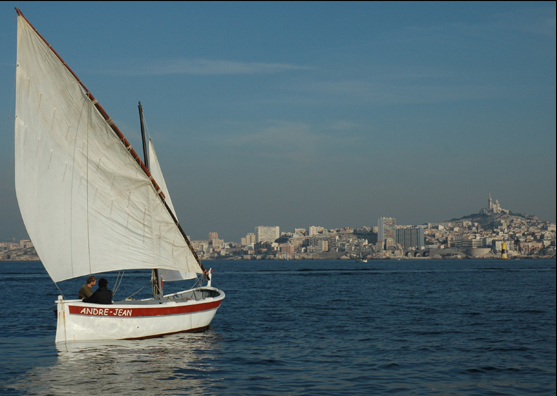
Barquette marseillaise André Jean restaurée et entretenue par l'association La Nave Va de Marseille
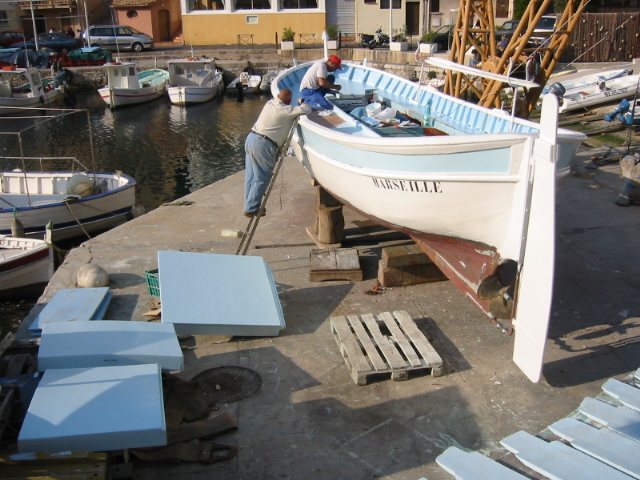
Pointu « Marseille » sur cale du vallon des Auffes de Marseille

Cette barque de pêche en bois de marine est généralement pontée avec cale et panneau de cale, et parfois cabine de pilotage. Fabriqué de façon artisanale par des maîtres artisans charpentiers de marine, chaque pointu est unique. La poupe (arrière) et la proue (avant) sont symétriquement pointues, contrairement à la barquette marseillaise aux poupe ou proue plus arrondies. La forme de la coque (plan de formes) est fabriquée suivant le gabarit de Saint-Joseph (saint patron des charpentiers) pour une bonne tenue de mer. La proue (avant) se termine par une extrémité d'étrave caractéristique, le « capian », et peut être prolongée par un éperon ou mourre de pouar (museau de cochon en provençal), à titre de figure de proue.

Quelques pointus, bettes, et barquettes marseillaises
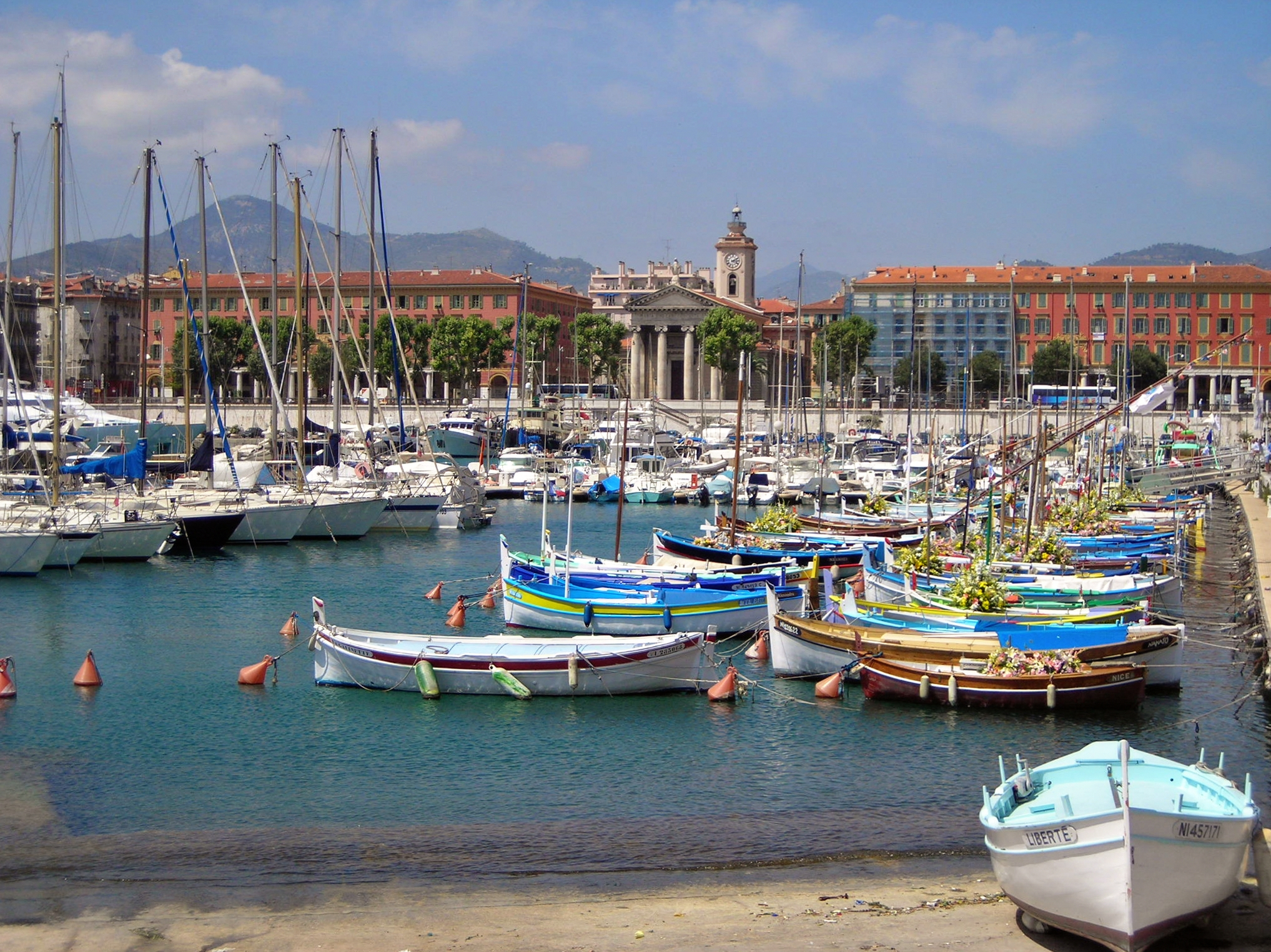
Port Lympia de Nice
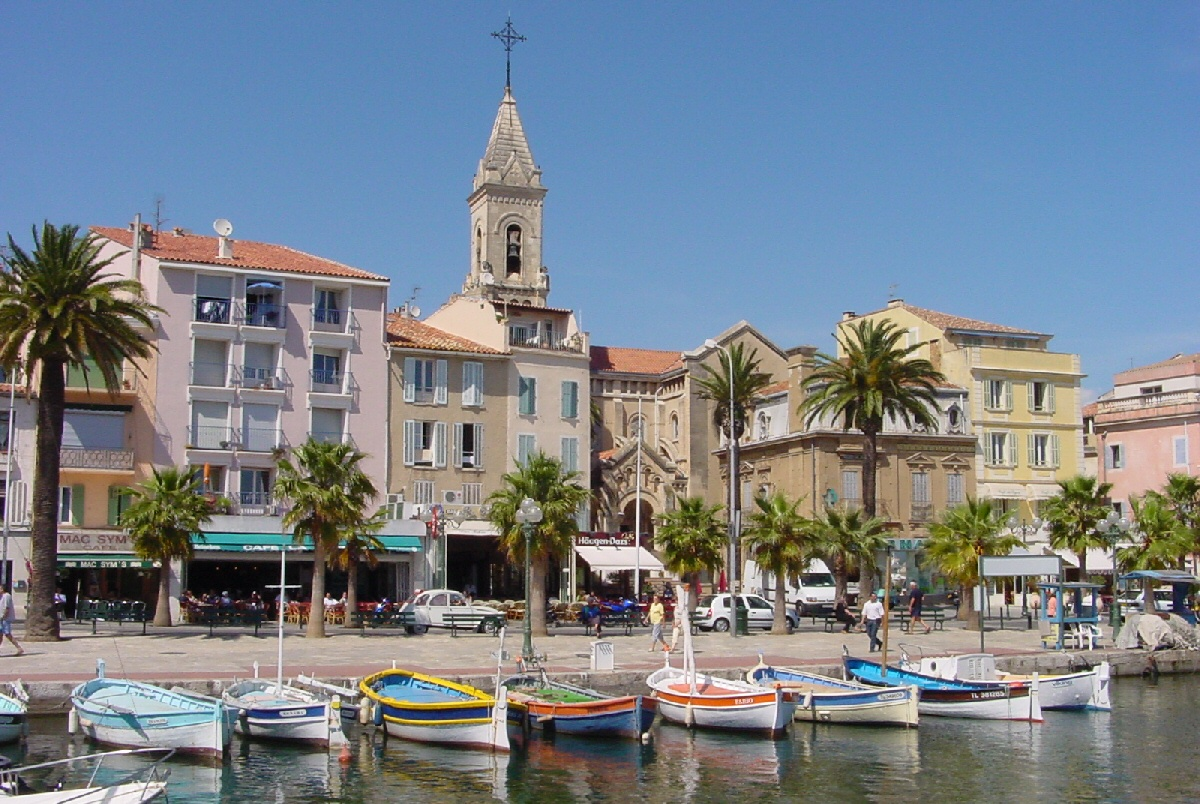
Port de Sanary-sur-Mer
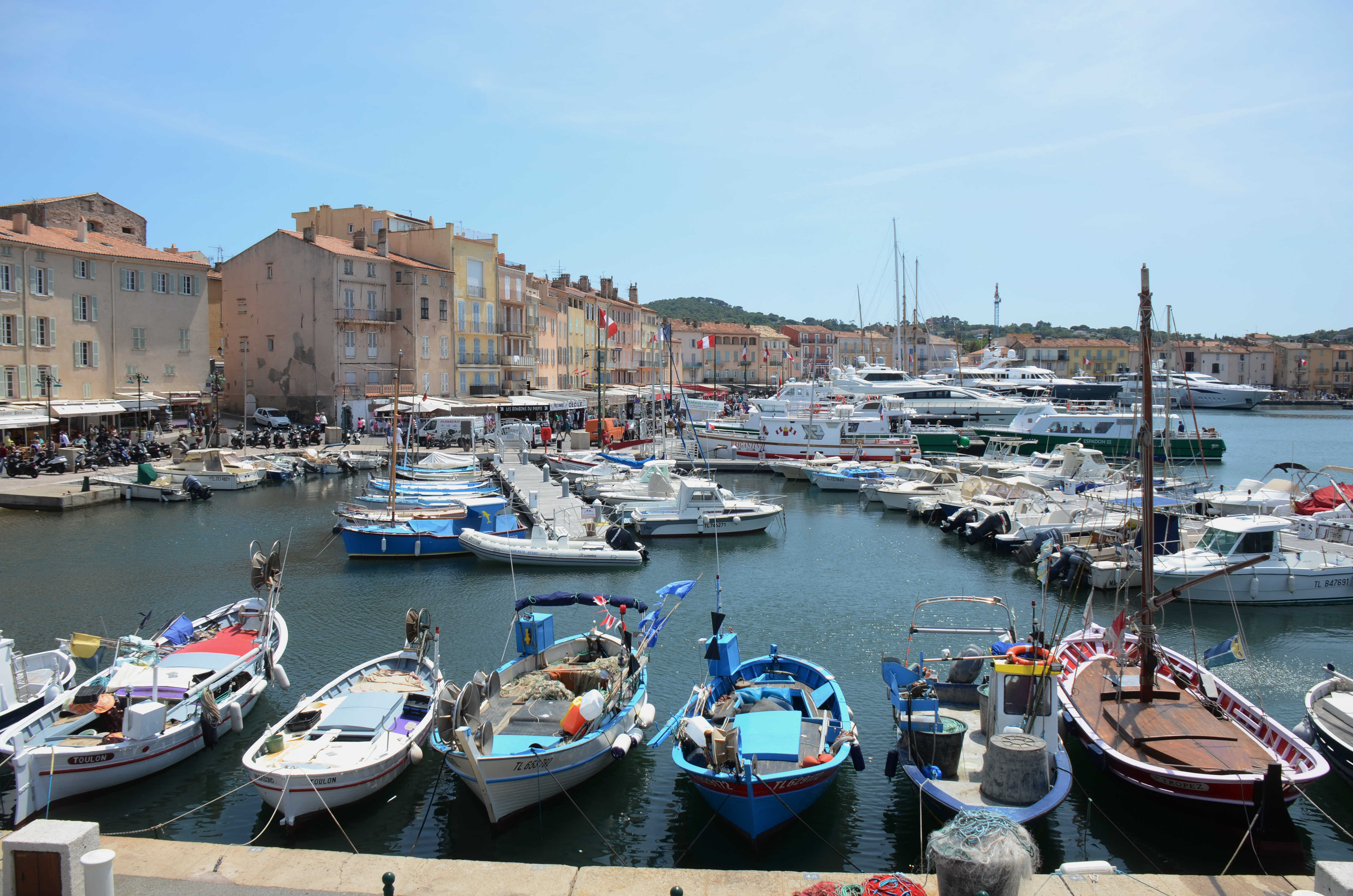
Port de Saint-Tropez
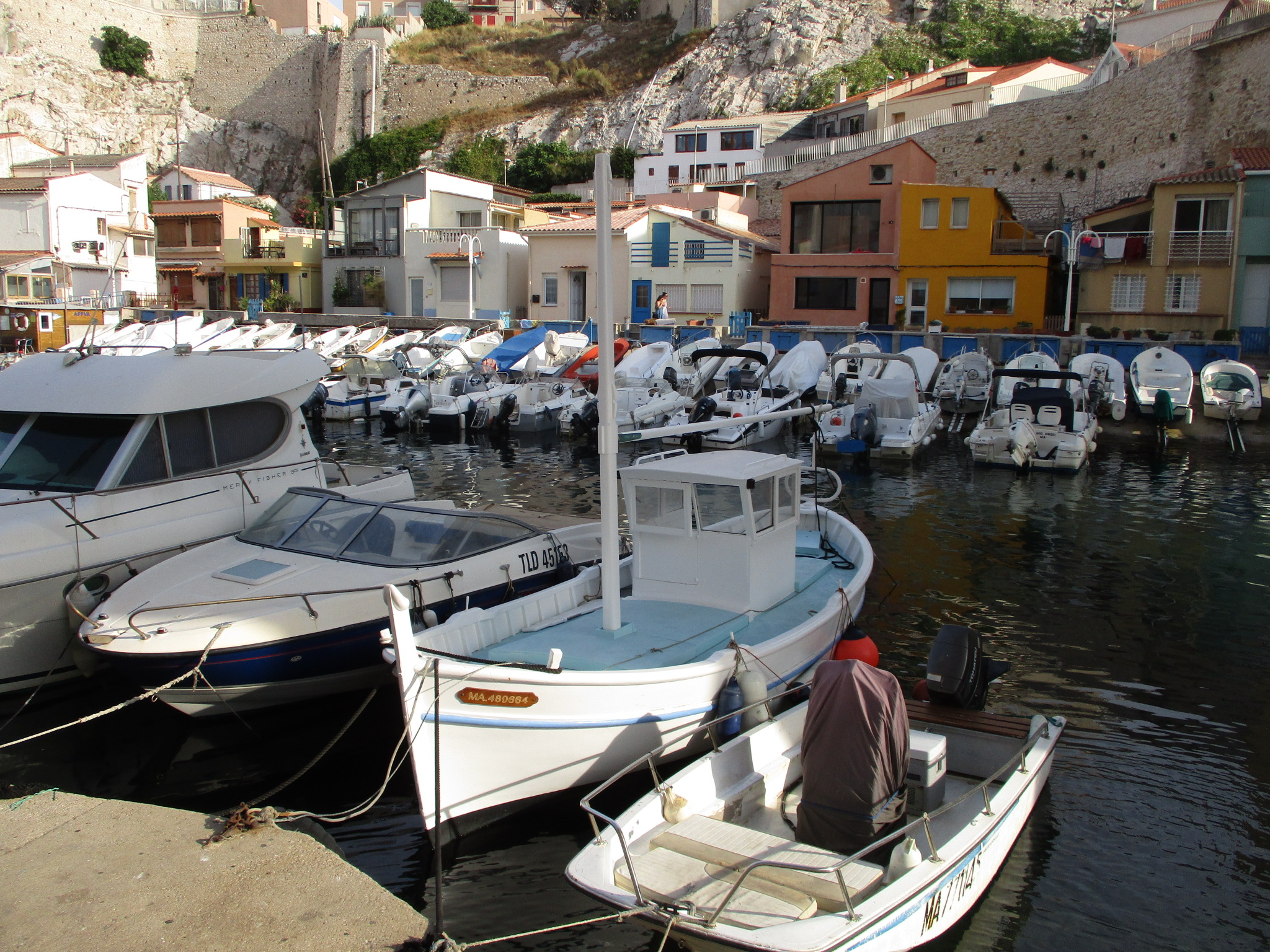
Vallon des Auffes de Marseille
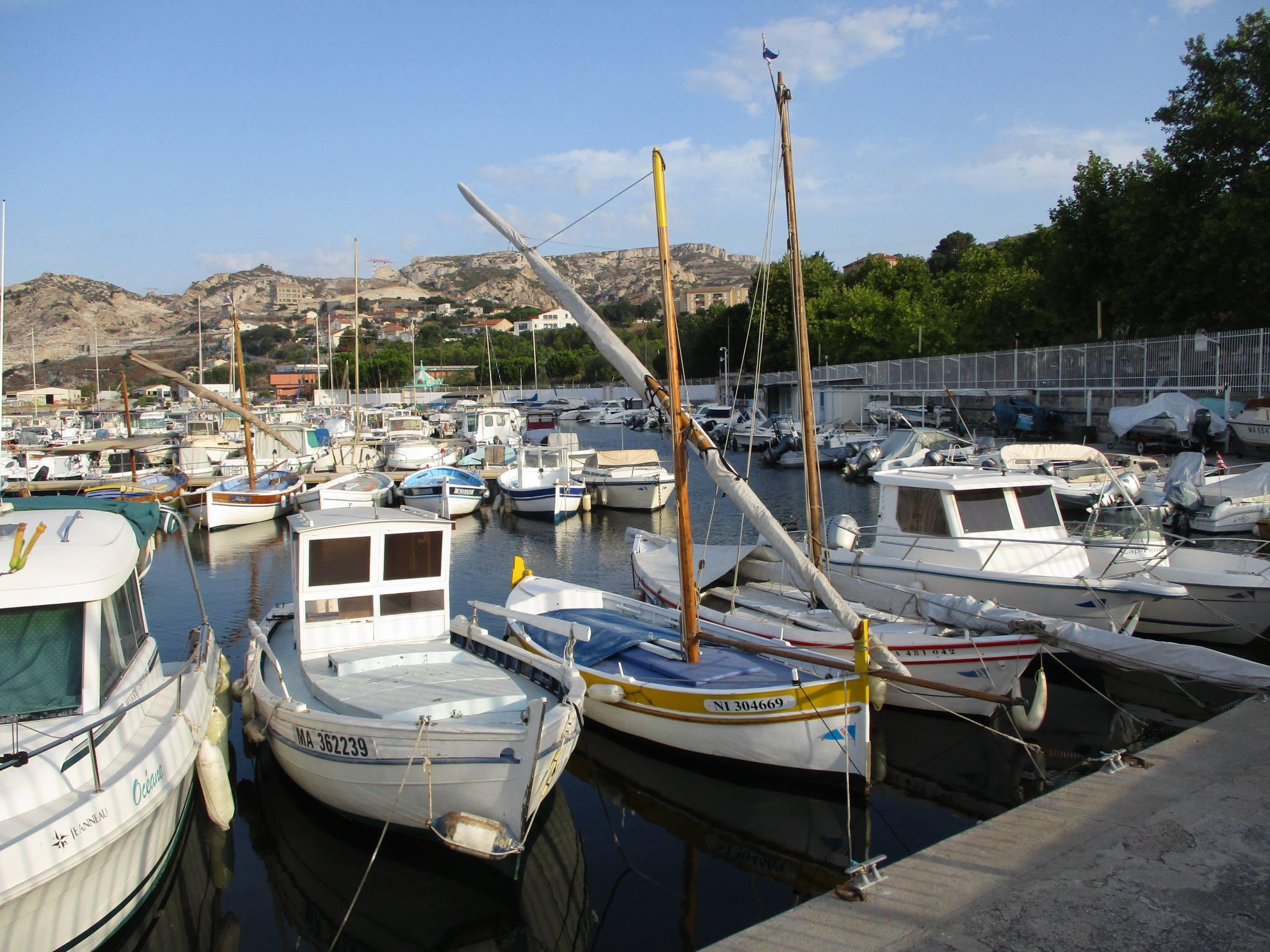
Port de L'Estaque à Marseille
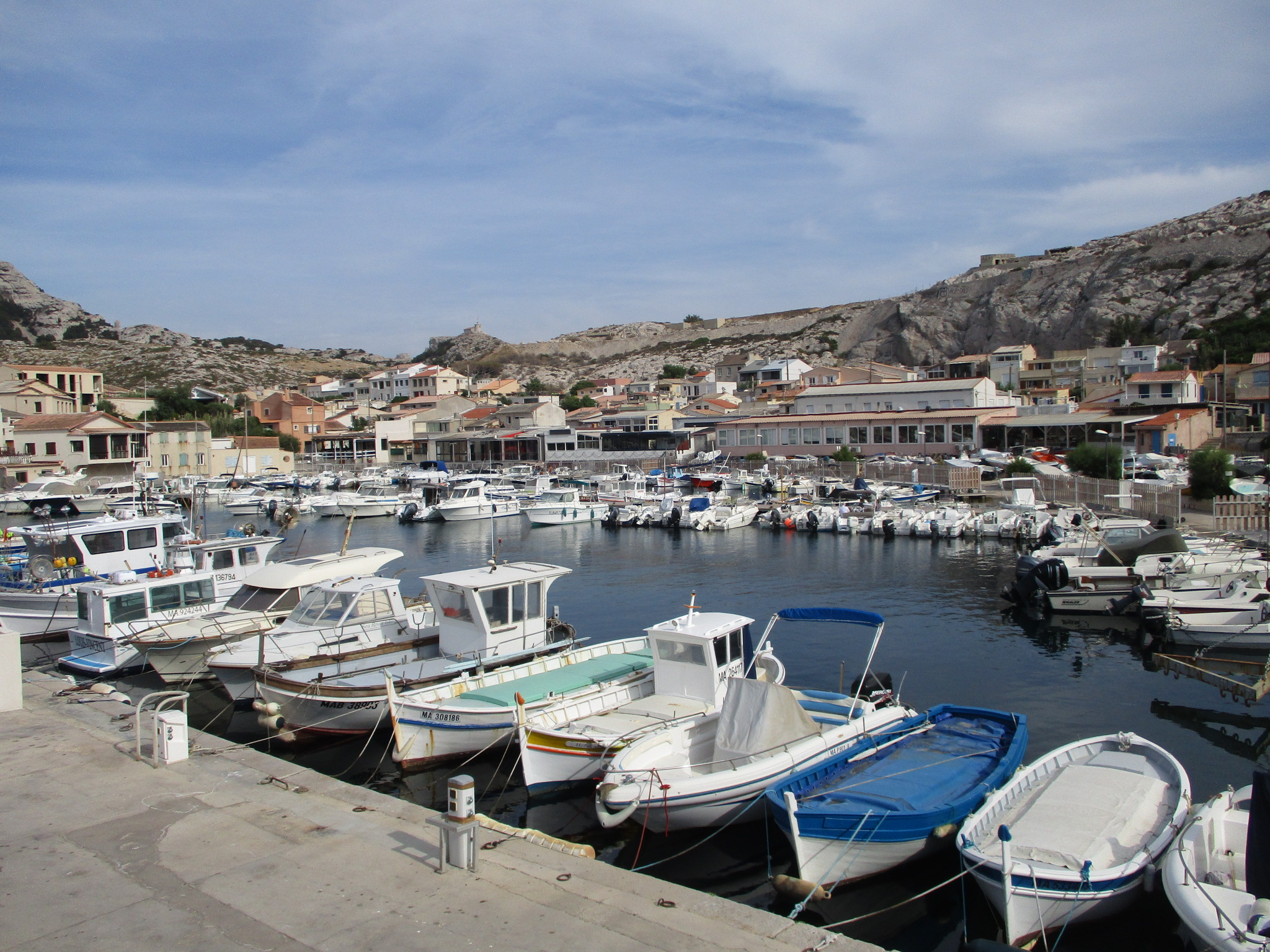
Port des Goudes des calanques de Marseille
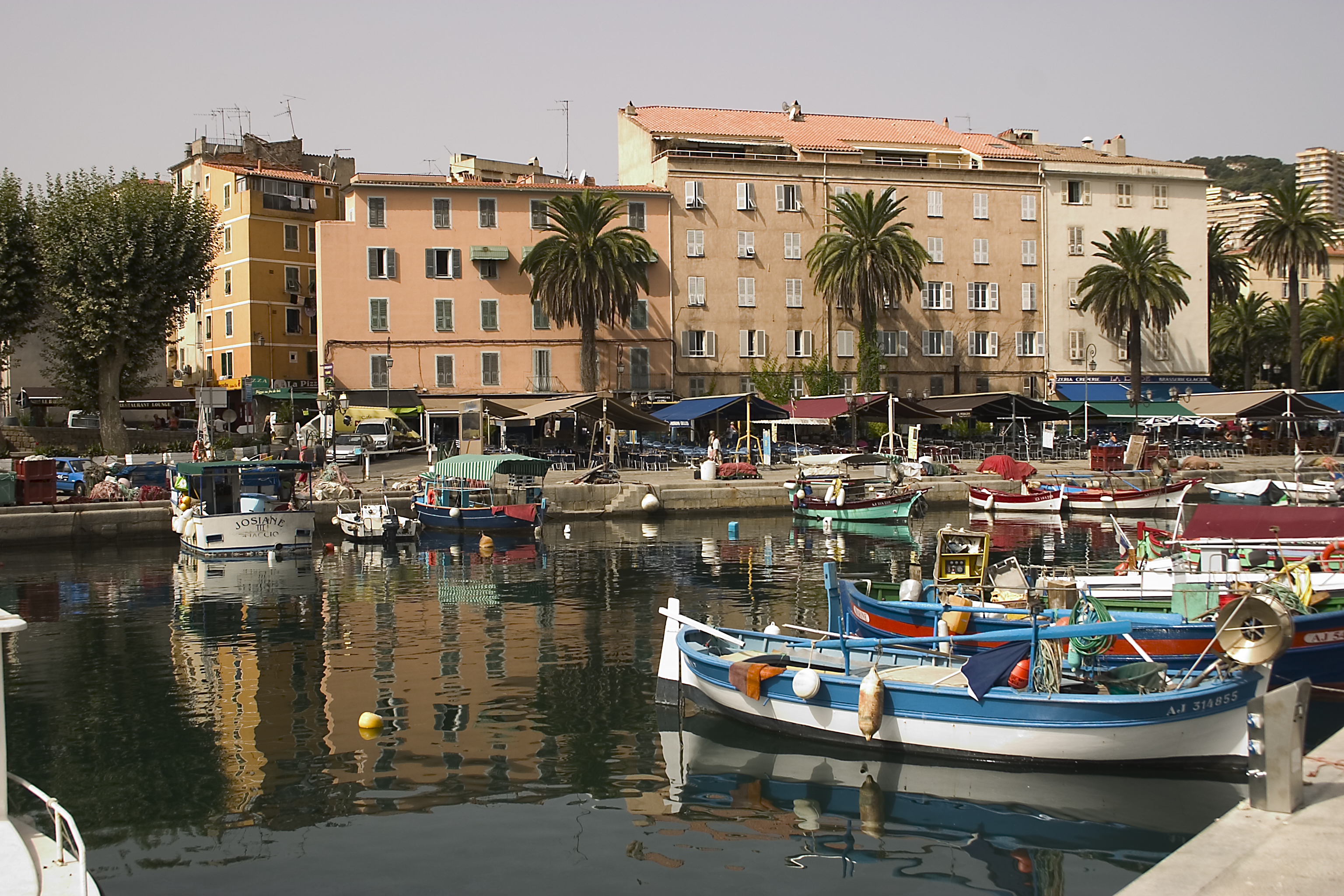
Port d'Ajaccio, en Corse
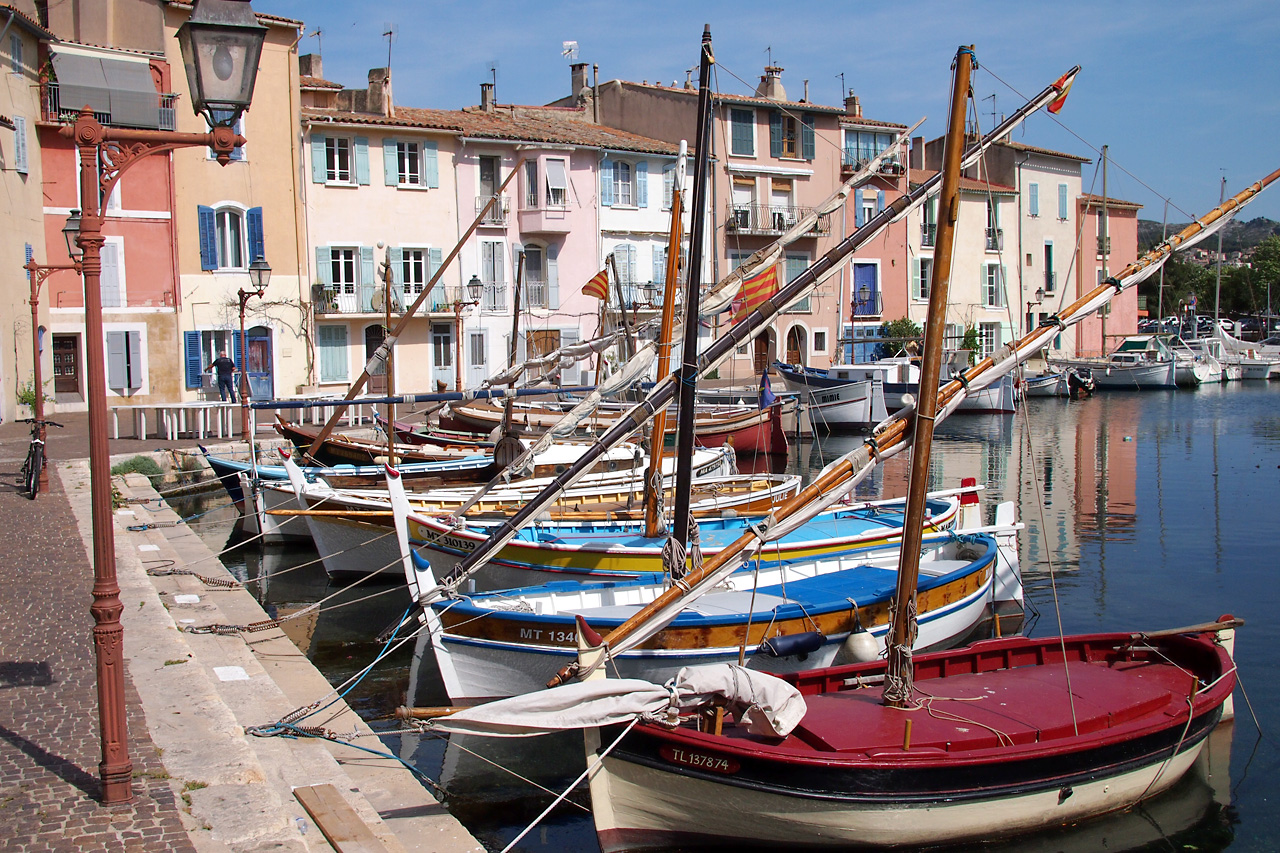
Port de Martigues

Le terme de « pointu » apparaît à Toulon comme synonyme de « rafiaus » (et non de rafiot). Ce surnom est donné par les marins de la Marine nationale en opposition à leurs canots qui ont une poupe à tableau . 

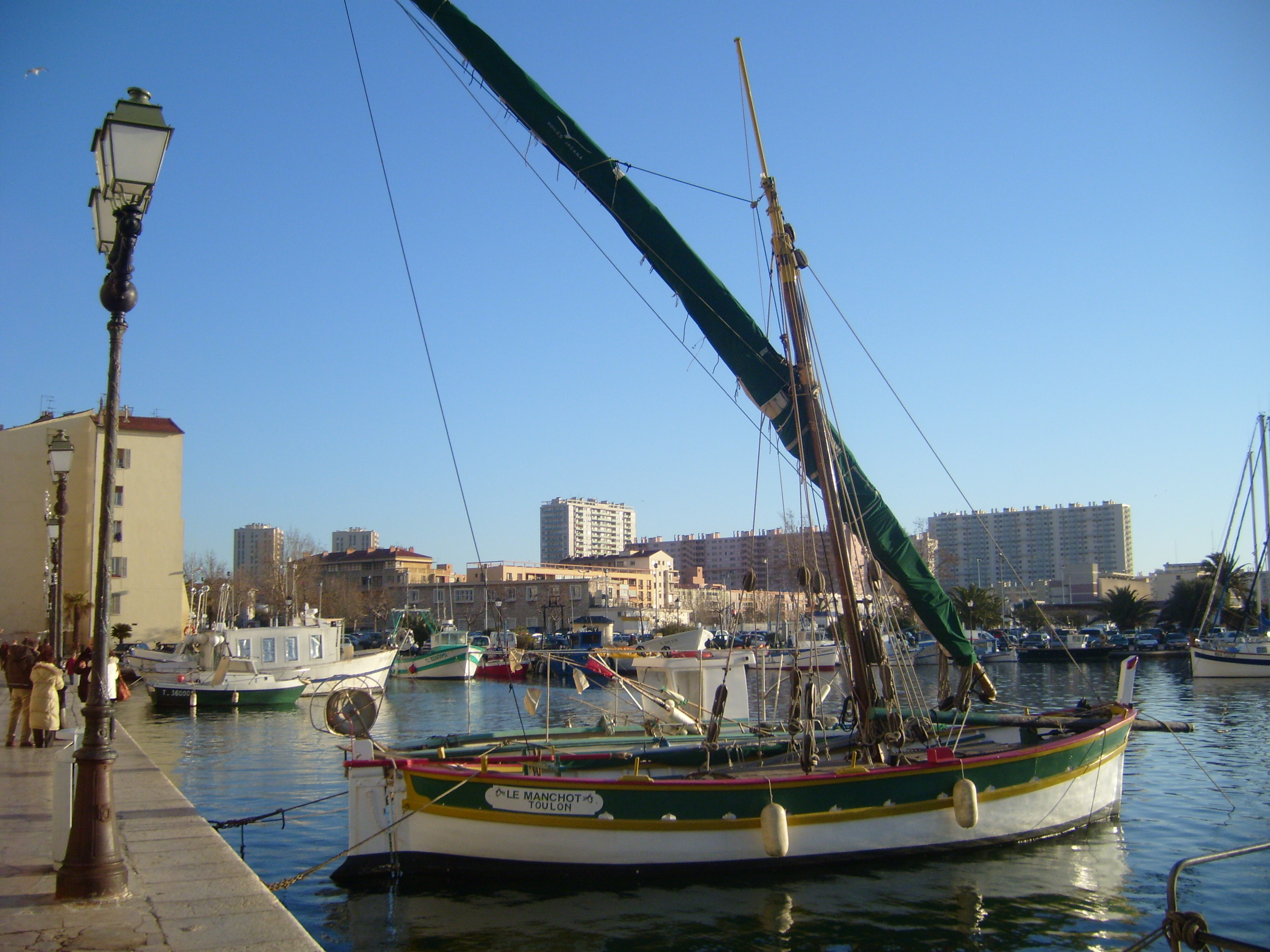
Pointu à voile latine Le Manchot restauré et entretenu par l'association des Amis de la Voile Latine de Toulon

À Marseille on parle plutôt de barquette marseillaise avec les bateaux d'André Ruoppolo, construits de 1880 à 1967, qui servent à la pêche à la palangrotte ou au filet.
La famille des pointus et autres bateaux à voile latine comprend notamment : le « gourse » de Toulon, la « gourse » de Nice dérivée du gozzo italien (barque Tyrrhénienne), la « sétoise », la bette, la « tartane », la barque catalane, le luzzu de Malte, les barques d'Afrique du Nord, de Grèce, les felouques génoises, et les barques du lac Léman.
Les pointus, qui sont toujours équipés d'avirons, se caractérisent d'abord par une voile latine, puis par les fameux moteurs Baudouin, à commencer par le Y1 monocylindre de 5 ch en 1921.
Un grand nombre de pointus sont classés « bateau d'interêt patrimonial » (indiqué par un logo de l'association Patrimoine maritime et fluvial).

## Fêtes maritimes
Tous les ans, en mai, à Sanary-sur-mer (Var) se déroule la Virée de St Nazaire organisée par l' Association des Pointus de Sanary. Cette manifestation rassemble des festivités autour des pointus du port de Sanary.
Et, à Villefranche-sur-Mer (Alpes-Maritimes, près de Nice), le Combat naval fleuri rassemble tous les ans fin février les pointus de Villefranche.

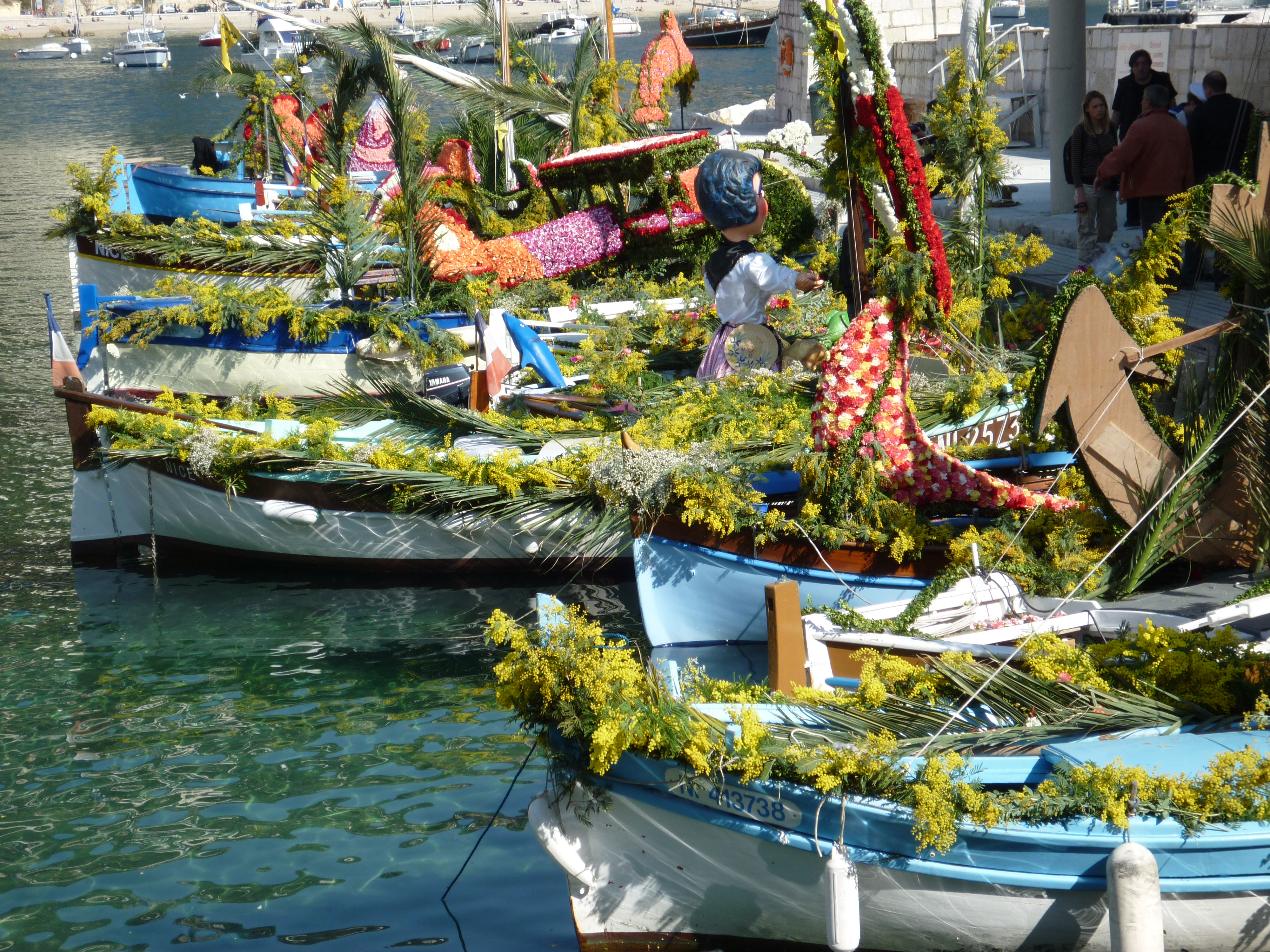
Combat naval fleuri de Villefranche-sur-Mer
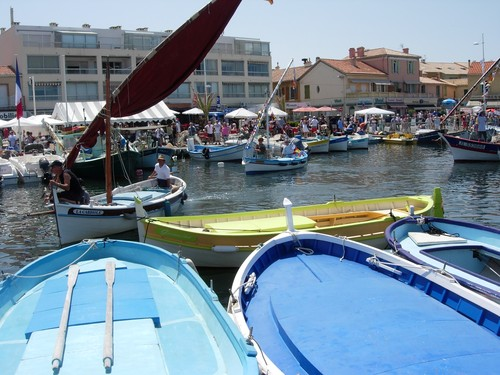
Fête de la bouillabaisse, Le Brusc près de Toulon
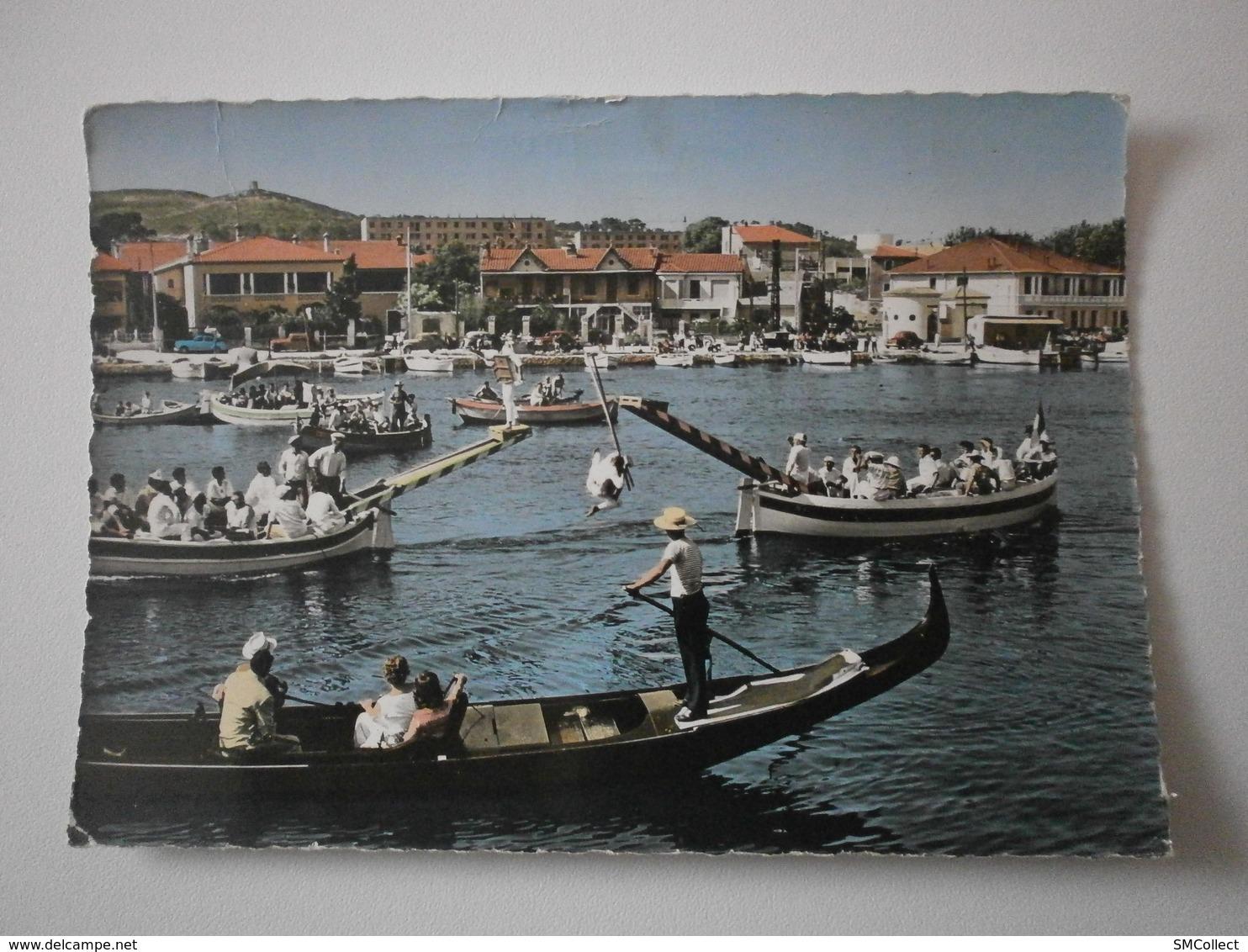
Joute nautique de Martigues, dans les années 1950
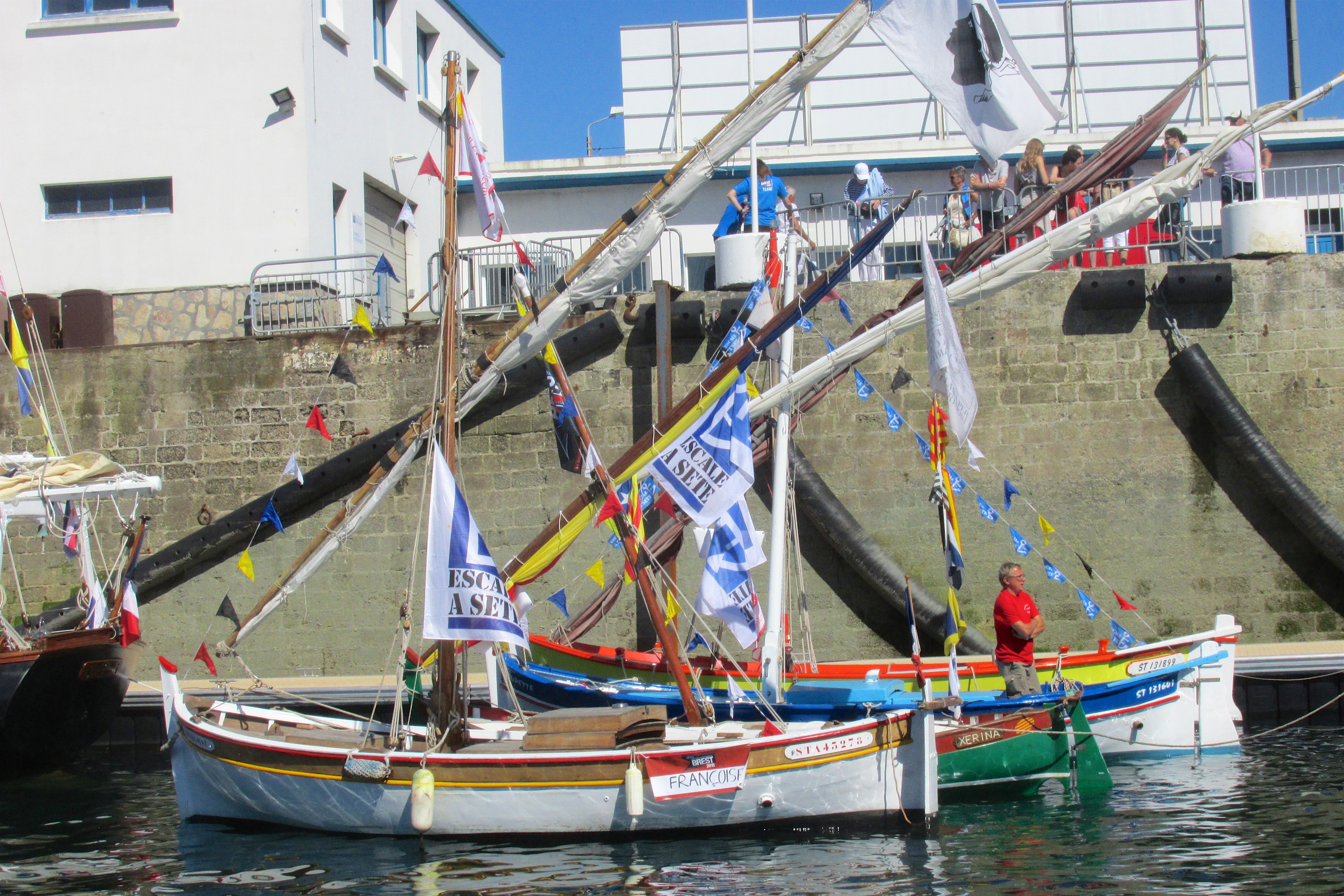
Françoise, fêtes maritimes de Brest 2016
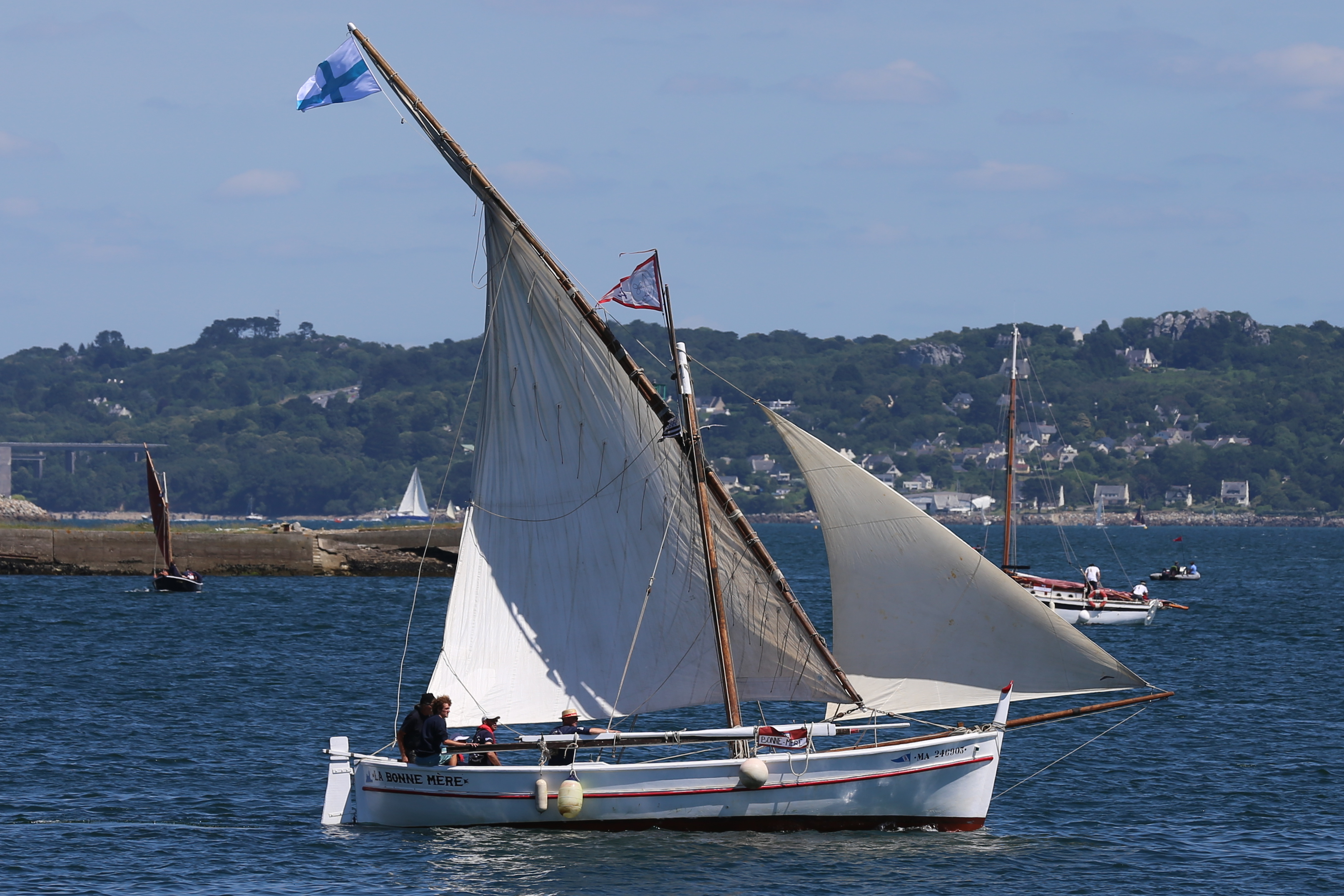
La Bonne Mère, Brest 2016

Quelques pointus ou barquettes marseillaises sont présents au rassemblement de bateaux traditionnels de la fêtes maritimes de Brest, dans la catégorie voile latine.

## Art
Quelques représentations artistiques : 

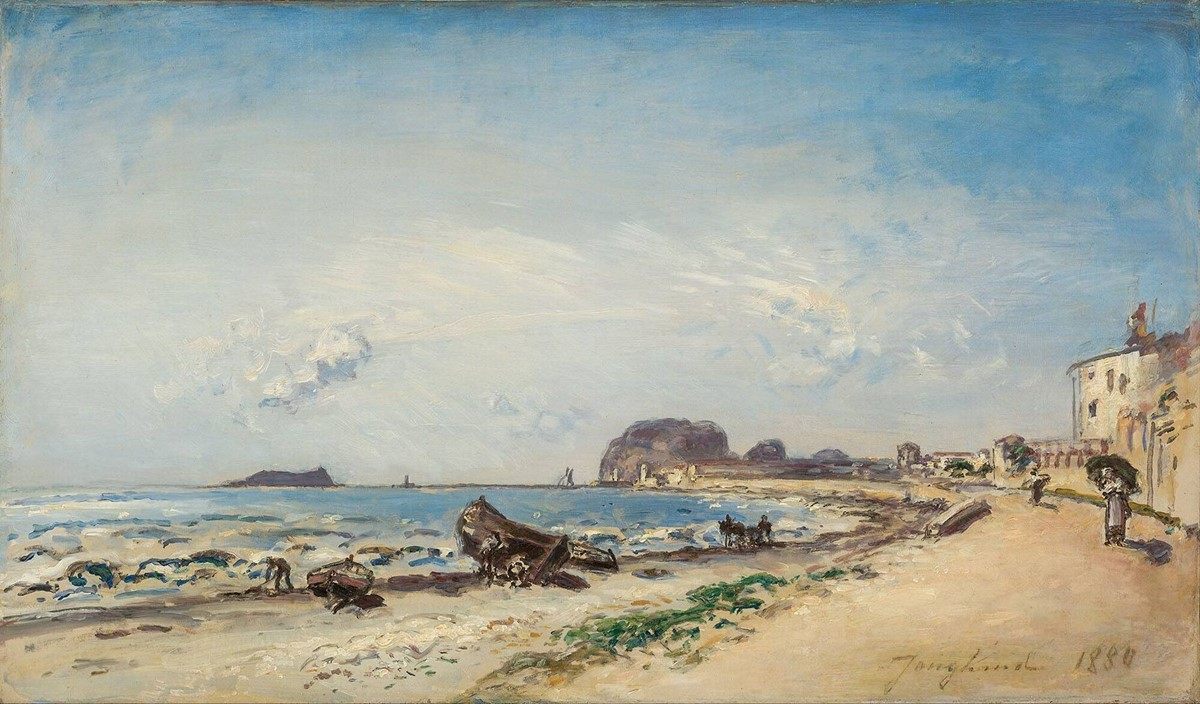
La Ciotat, Johan Barthold Jongkind
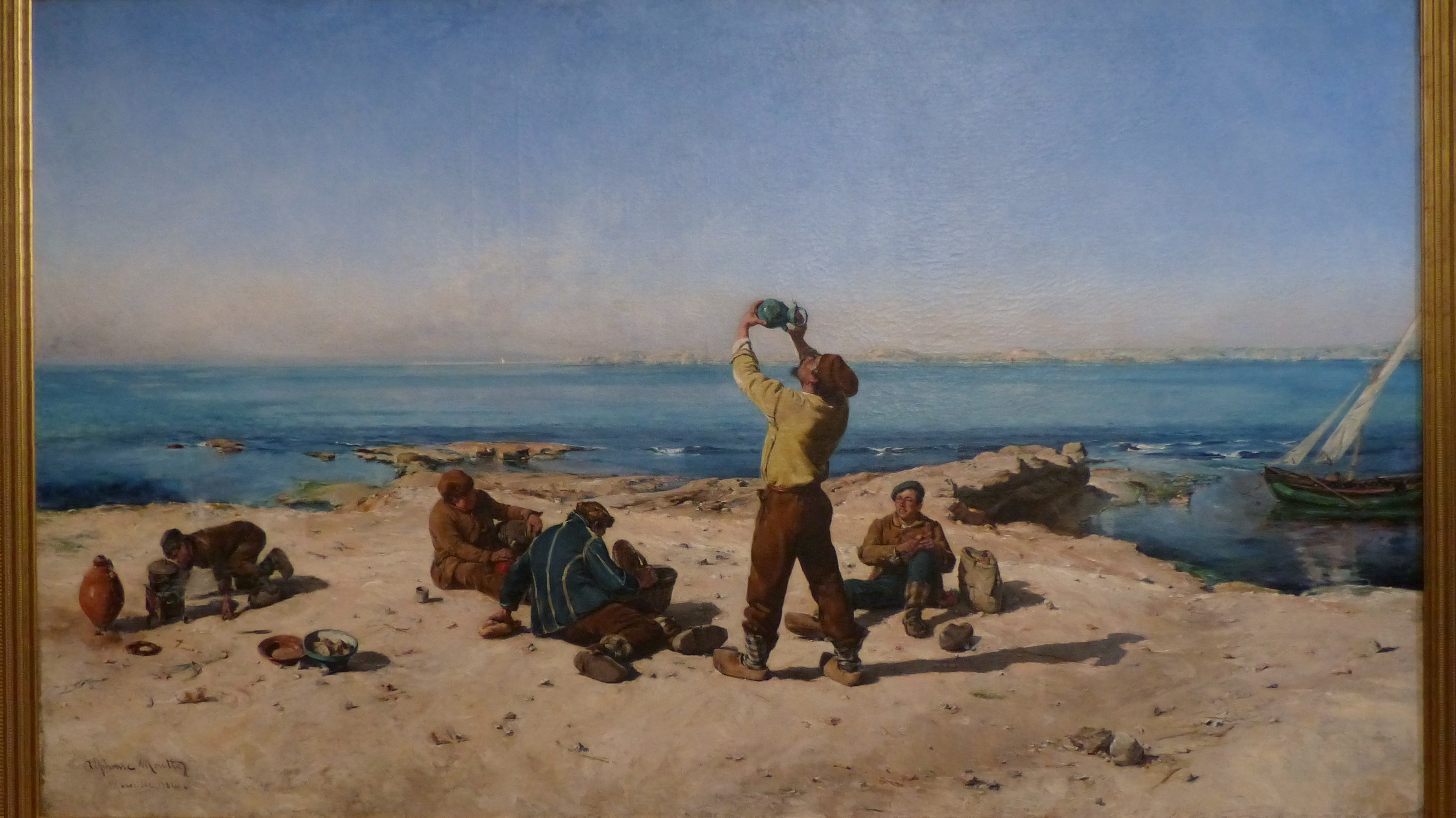
La régalade, Alphonse Moutte, musée des Beaux-Arts de Marseille
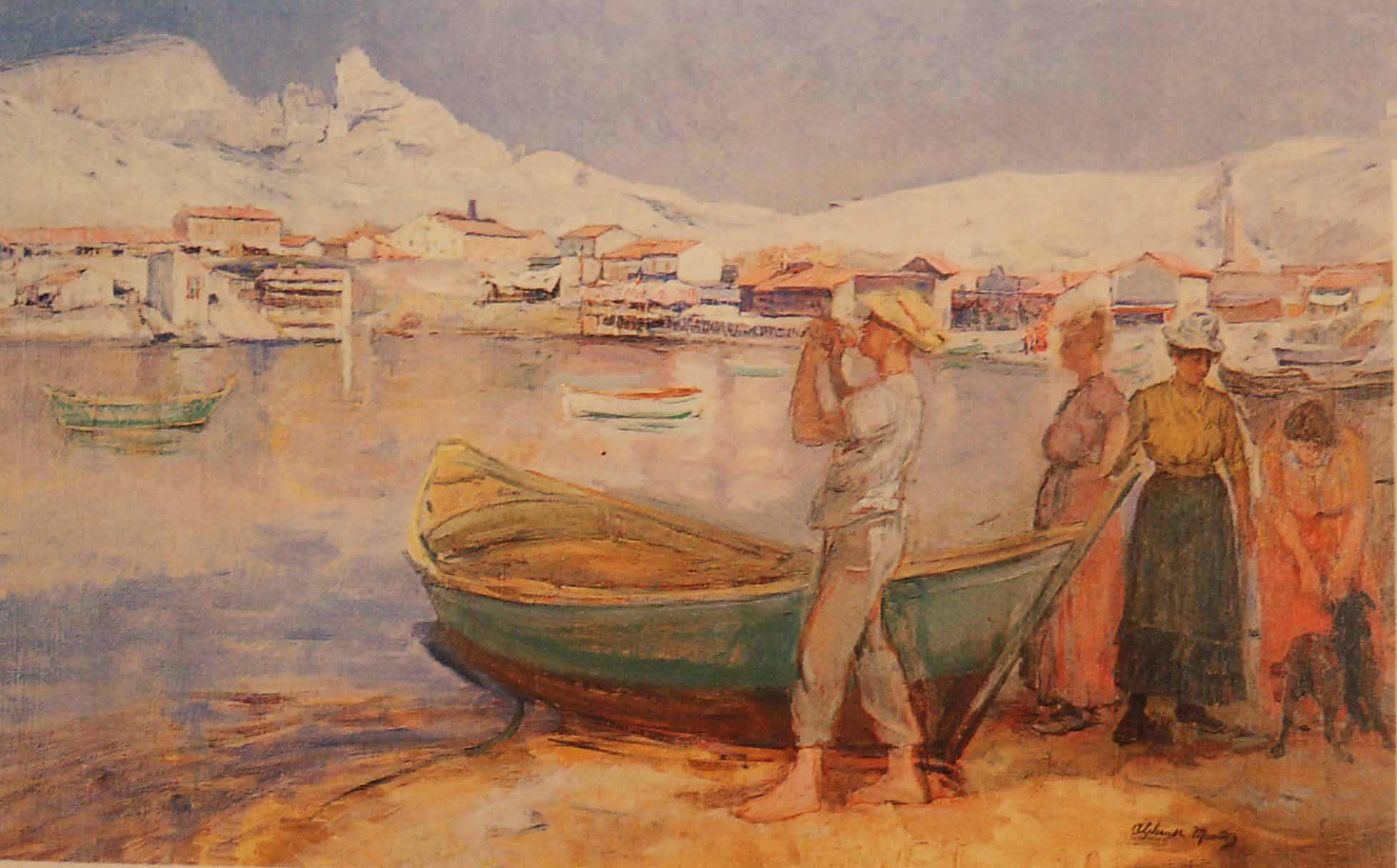
Le Port des Goudes, Alphonse Moutte
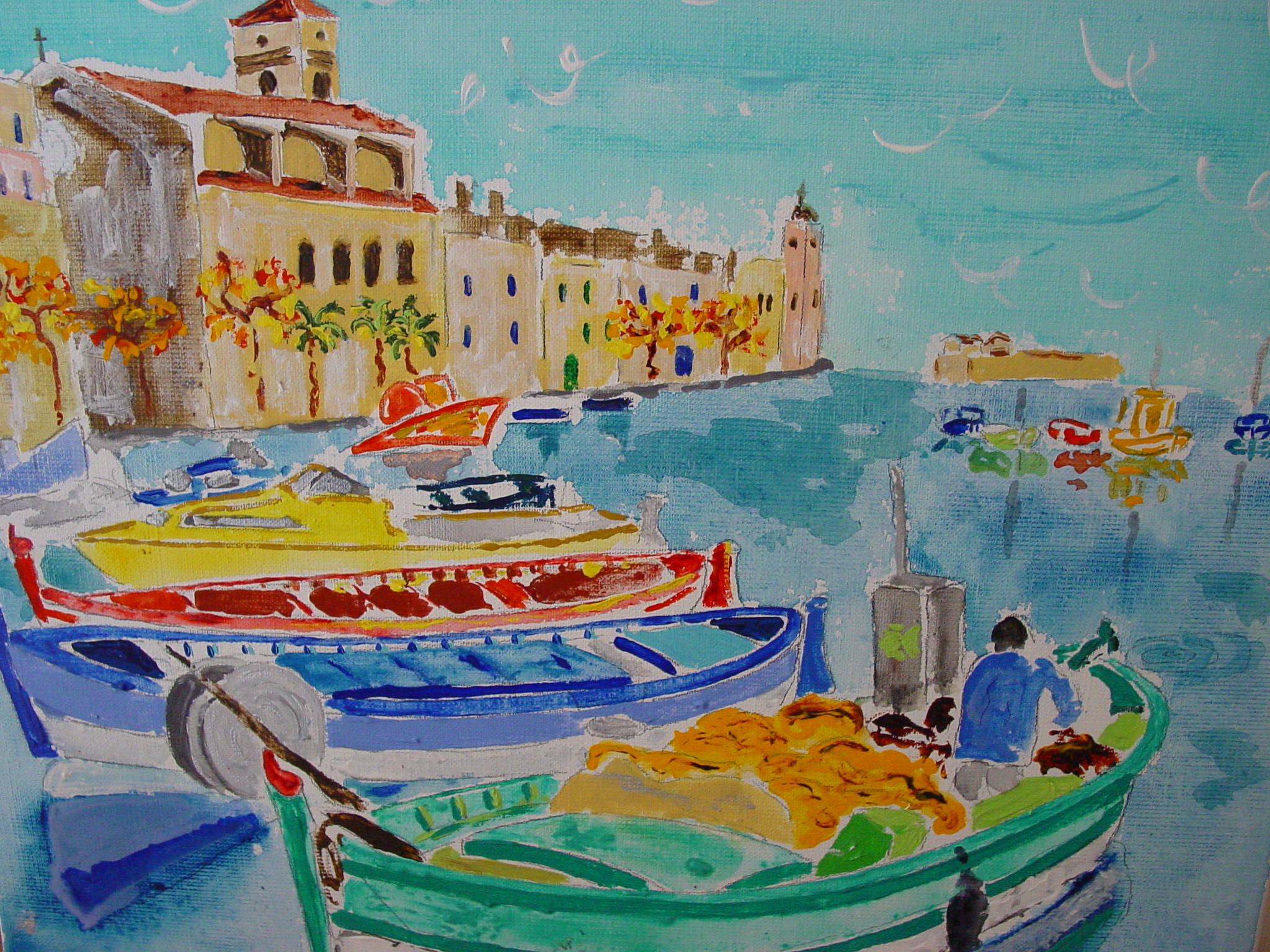
Pointus dans le port de La Ciotat, Patricia Langrand
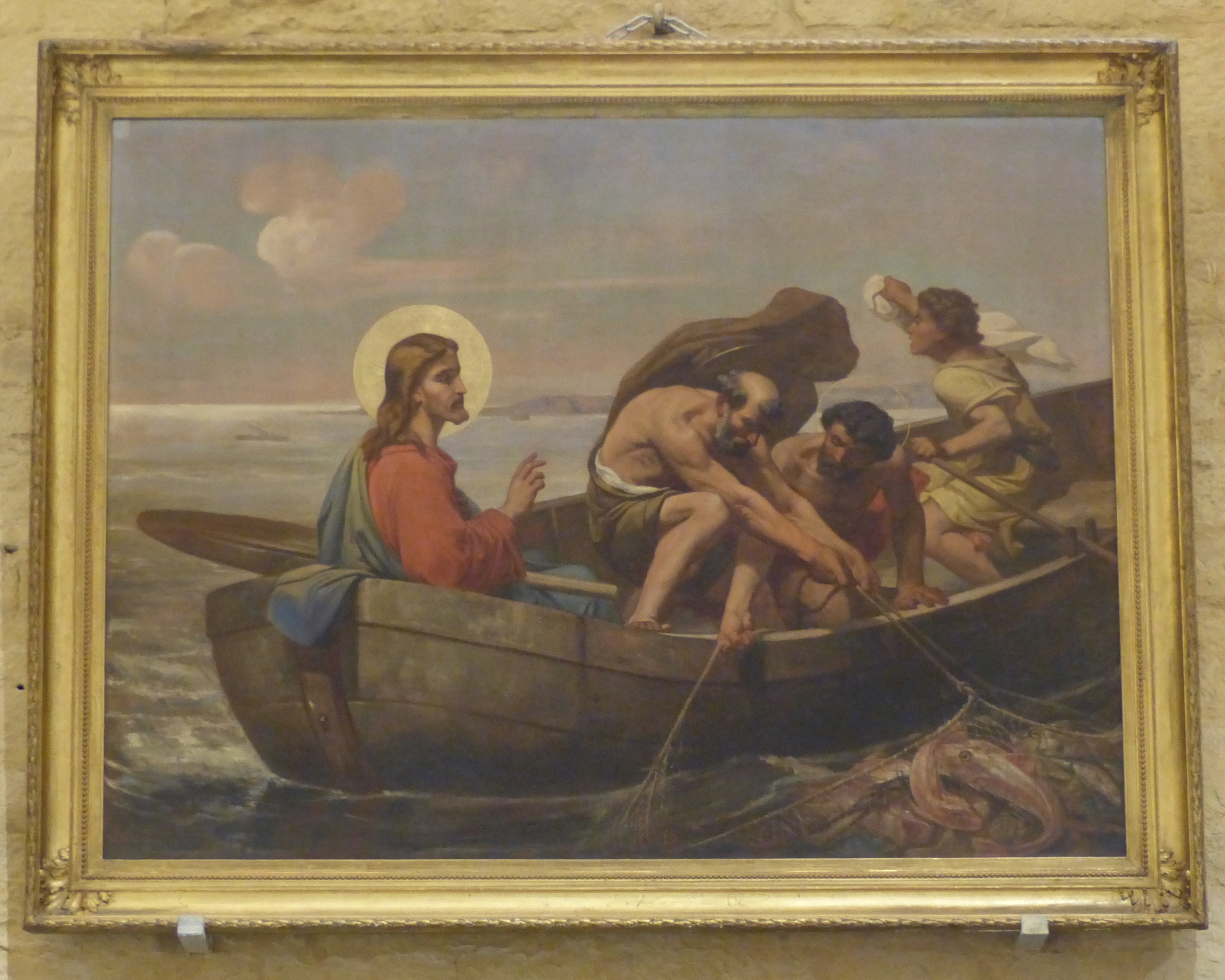
Pêche miraculeuse, église Notre-Dame-de-la-Mer des Saintes-Maries-de-la-Mer
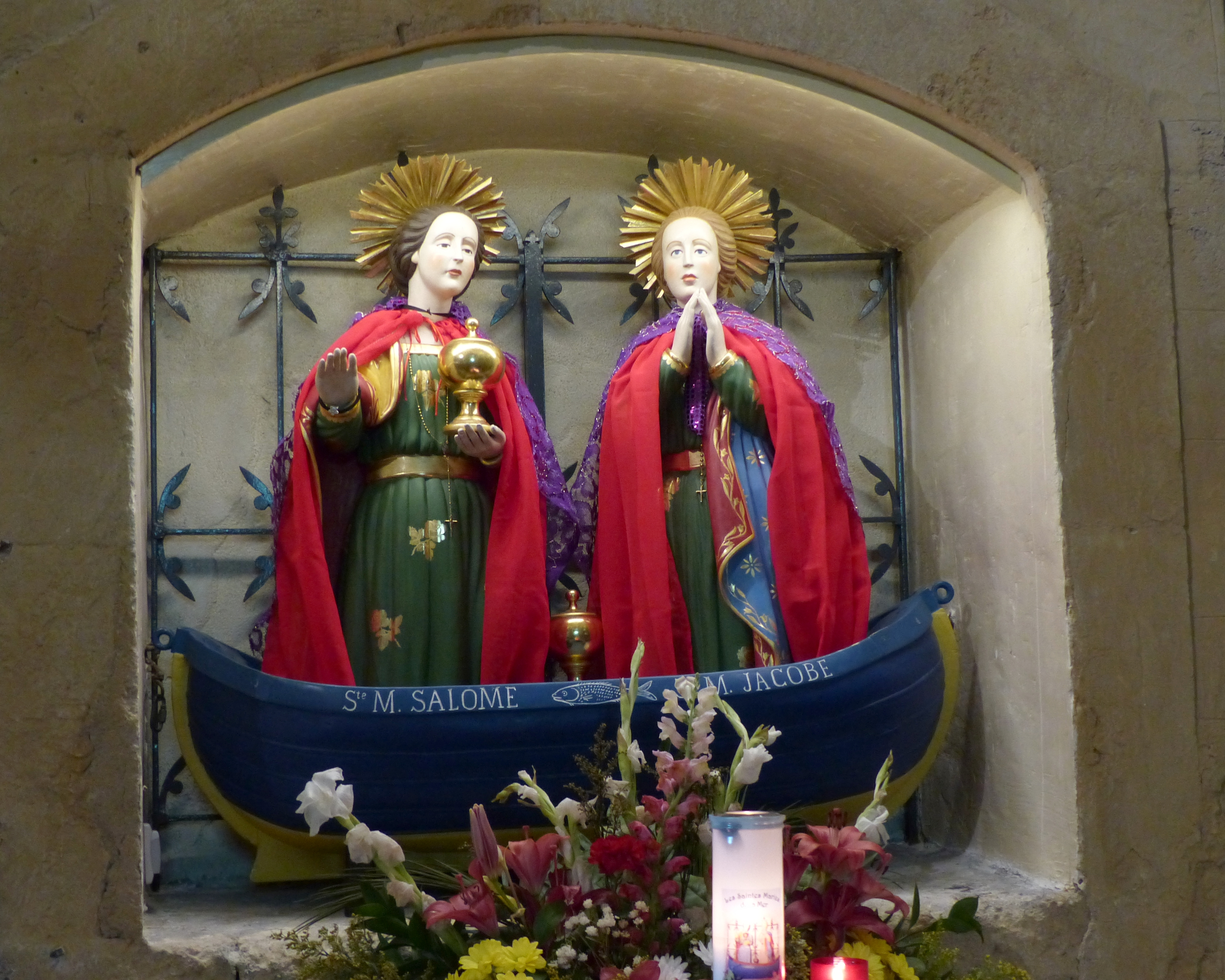
Saintes Maries, église Notre-Dame-de-la-Mer des Saintes-Maries-de-la-Mer
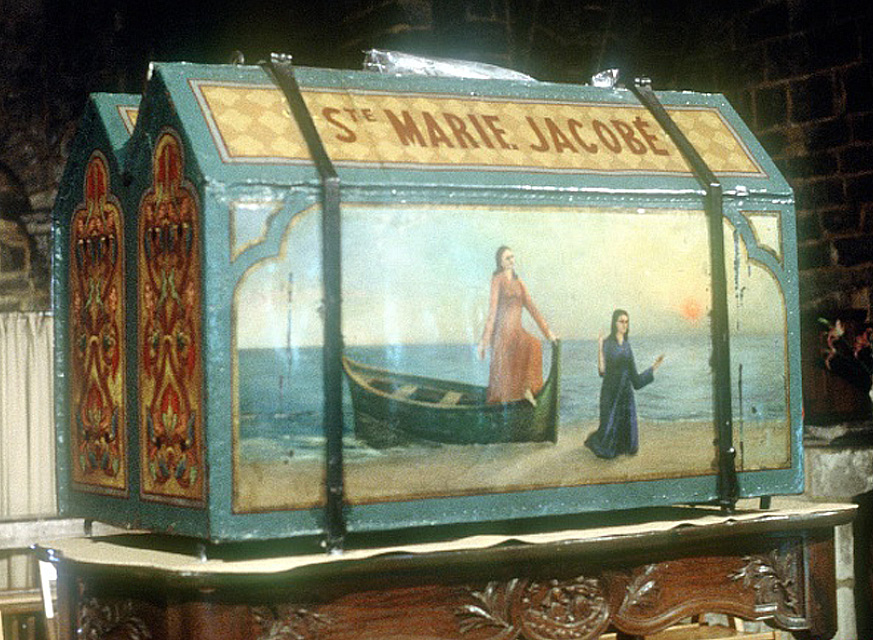
Double châsse des Saintes Maries, église Notre-Dame-de-la-Mer des Saintes-Maries-de-la-Mer
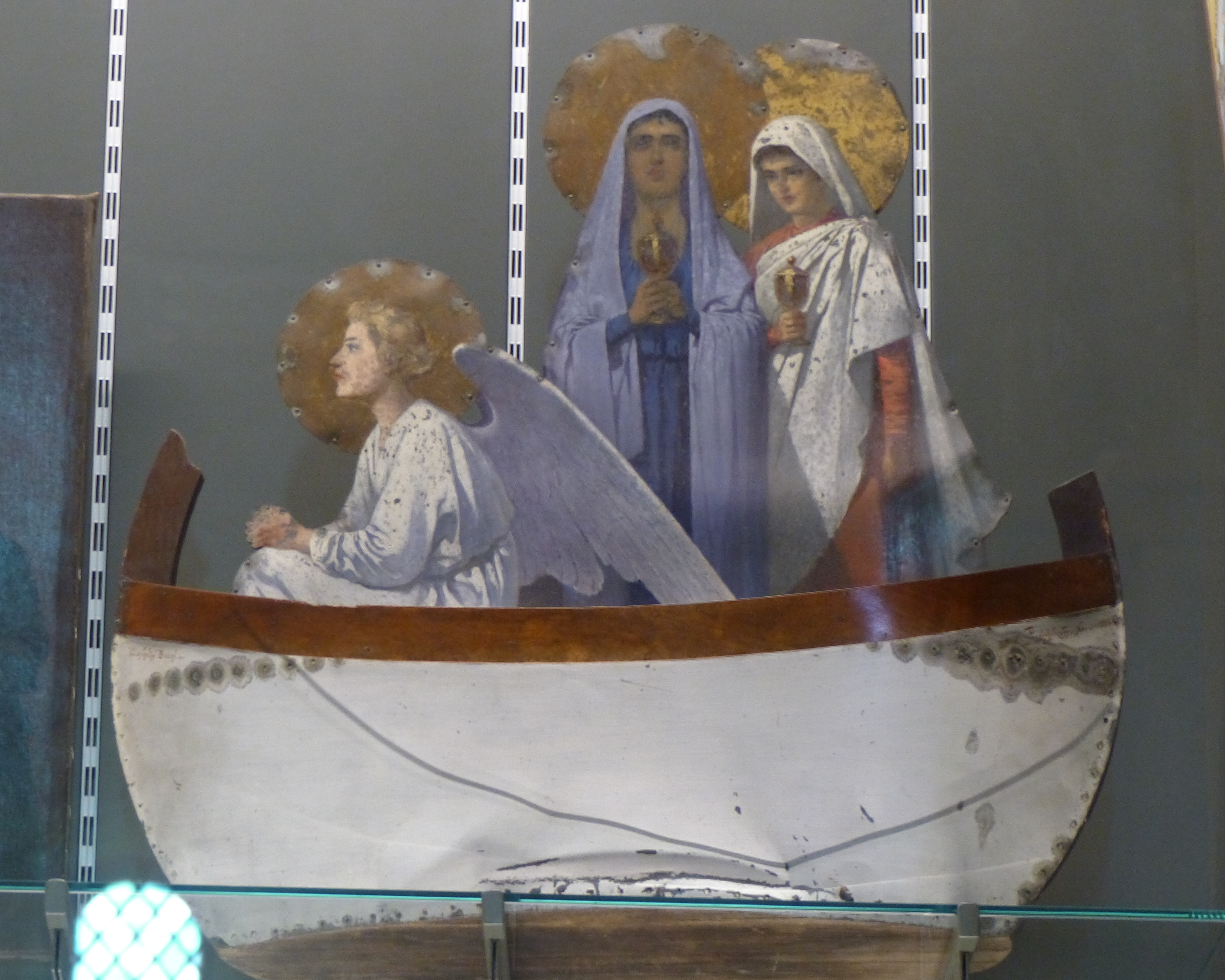
Ex-voto des Saintes Maries, église Notre-Dame-de-la-Mer des Saintes-Maries-de-la-Mer
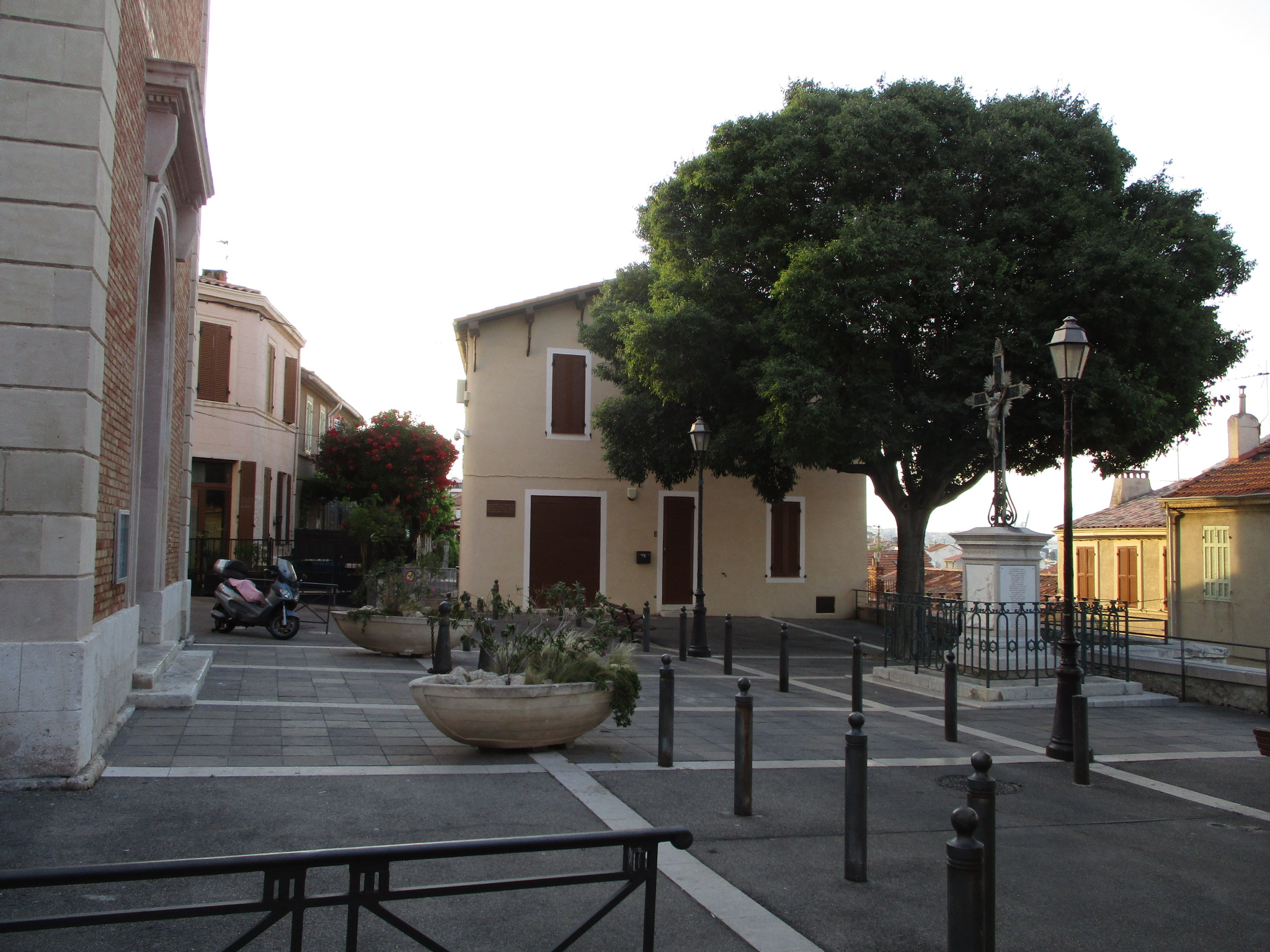
Pointus, devant l'église Saint-Pierre-ès-Liens de l'Estaque, et maison de Cézanne à L'Estaque

## Voir aussi

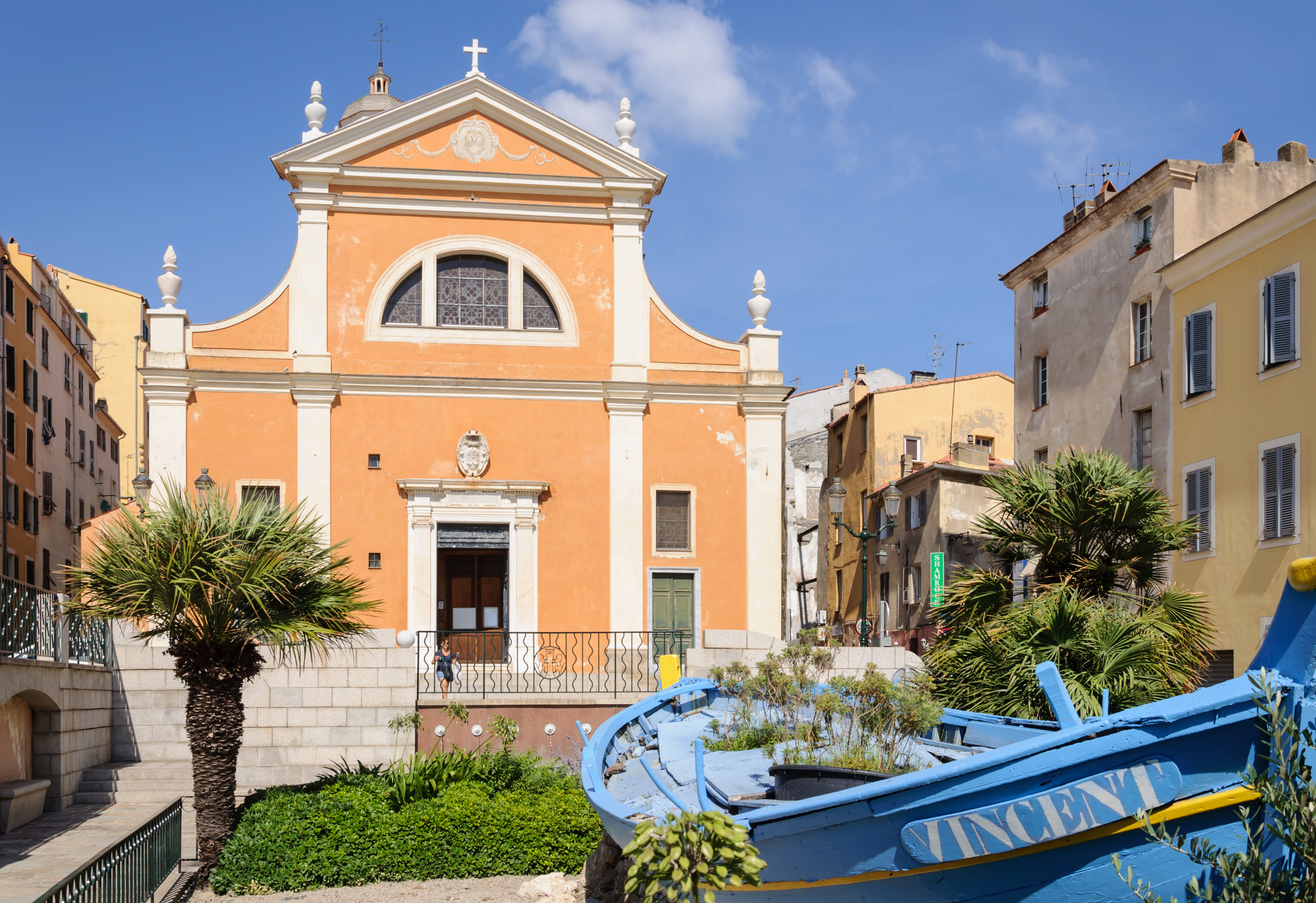
Cathédrale Notre-Dame-de-l'Assomption d'Ajaccio (Corse)